# Impulsformung
Die Impulsformung ist ein 1975 von Jobst Fricke entwickeltes Erklärungsmodell zur Entstehung der Klangfarbe von Blasinstrumenten auf Basis von Impulsfolgen. Zum praktischen Einsatz als Klangsynthesemethode kommt dieses Prinzip beim Variophon.

## Prinzip
Grundidee ist, dass durch das Öffnen und Schließen des Rohrblattes bei Holzblasinstrumenten – beziehungsweise der Lippen des Bläsers im Fall von Blechblasinstrumenten – Impulsfolgen generiert werden. Durch die konstant bleibenden Öffnungs- und Verschlusszeiten bei veränderbarer Impulsfrequenz kommt es zur Ausbildung fester Formanten im Spektrum des Schalldrucks und somit einer gleichbleibenden Klangfarbe des Instruments.